# Rumiyah
Rumiyah (arapski: رومية, romanizirano: Rome) jeste elektronički časopis u vlasništvu Islamske države koji je izvorno pisan na devet svjetskih jezika (arapskom, bošnjačkom, engleskom, njemačkom, francuskom, indonezijskom, turskom, ujgurskom i urdu jeziku). Prvo izdanje bilo je 5. rujna 2016. godine.

## Karakteristike
Ime časopisa je referenca na hadis u kojemu Muhamed kaže da će muslimani pokoriti i Konstantinopol i Rim (tim redoslijedom). Časopis mijenja Dabiq, Dar al-Islam i druge časopise koji su izdavani do 2016; analitičari su promjenu imena dijelom pripisali neposrednom gubitku grada Dabiqa u vojnoj ofenzivi pod vodstvom Turske, koja se dogodila u listopadu 2016. godine. Kao i Dabiq, svako izdanje počinje s citatom koji se pripisuje lideru Al-Kaide po imenu Abu Hamza al-Muhajir: "O muwahhidin, radujte se, radi Alaha, mi se nećemo umoriti od našeg džihada osim pod stablima masline Rumiyaha (Rima)." Prvo izdanje je bilo poslije smrti IDIL-ovog glasnogovornika (Abu Mohammad al-Adnani), koji je zauzimao značajno mjesto u časopisu. Listopada 2016, Rumiyah je posavjetovao svoje pratitelje da sprovedu napade ubadanjem nožem ili čime i zagovarao da su džihadisti tokom muslimanske povijesti "prerezivali vratove kuffara (nevjernika)" u ime Alaha s "mačevima, isijecajući udove i kidajući svježe mesto s onih koji se protive islamu"; časopis je savjetovao svoje čitatelje da su noževi alatka do koje se lako dolazi i koja se može skriti, te da su dobro, smrtonosno oružje tamo gdje se na muslimane gleda uz sumnju.

## Izdanja
| Izdanje | Datum (hidžretski)                     | Datum (gregorijanski) | Stranice | Frekvenca publikacije |
| ------- | -------------------------------------- | --------------------- | -------- | --------------------- |
| 1       | Dhul-Hijjah (zul-hidže) 1437.          | 5. rujna 2016.        | 38       |                       |
| 2       | Muharram (muharem) 1438.               | 4. listopada 2016.    | 38       | 29                    |
| 3       | Shawwal (ševal) 1438.                  | 11. studenog 2016.    | 46       | 38                    |
| 4       | Rabi al-Awwal (rebijul-evel) 1438.     | 7. prosinca 2016.     | 40       | 26                    |
| 5       | Rabi al-Akhir (rebijul-ahir) 1438.     | 6. siječnja 2017.     | 44       | 31                    |
| 6       | Jumada al-awwal (džumadel-ula) 1438.   | 4. veljače 2017.      | 44       | 29                    |
| 7       | Jumada al-akhirah (džumadel-ura) 1438. | 7. ožujka 2017.       | 38       | 31                    |
| 8       | Rajab (redžeb) 1438.                   | 4. travnja 2017.      | 48       | 28                    |
| 9       | Sha'ban (šaban) 1438.                  | 4. svibnja 2017.      | 58       | 43                    |
| 10      | Ramadan (ramazan) 1438.                | 17. lipnja 2017.      | 46       | 31                    |
| 11      | Shawwal (ševal) 1438.                  | 13. srpnja 2017.      | 60       | 26                    |
| 12      | Dhu al-Qidah (zul-kade) 1438.          | 6. kolovoza 2017.     | 46       | 26                    |
| 13      | Dhul-Hijjah (zul-hidže) 1438.          | 9. rujna 2017.        | 44       | 34                    |